# 博多弁
博多弁（はかたべん）は、肥筑方言の筑前方言に属する方言の一つである。

## 概要
もともとは福岡市博多部を中心とする日本語の方言のことを（福岡部の福岡弁とは異なる方言として）博多弁と称していたが、現在では福岡市内全域は勿論、福岡地方の筑紫地域・糸島地域（厳密には糸島弁）・糟屋地域南部などで一般的に使われる言葉を総称している。
福岡県全域で博多弁が使われていると誤解されることもあるが、福岡県の方言は大きく肥筑方言に属する地域と豊日方言に属する地域（北九州市や京築地区などの旧豊前国）に分かれる。また肥筑方言も筑前方言（福岡市を含む旧筑前国）と筑後方言（久留米市や大牟田市などの旧筑後国）とに分かれ、筑後方言では言い回しやアクセントなどが博多弁と大きく異なる。
沖縄との関わりの深かった九州の方言である肥筑方言の一つである博多弁は、少なからず沖縄弁ゆかりのある言葉であると考えられる語彙を残している。
例として、沖縄でヨモギを意味するフーチバーは博多弁などに見られる「フツ」、「フツッパ（フツの葉の意）」と同根であると考えられている。

## 特徴
「〜どげん」「〜っちゃん」「〜と？」「〜やけん」を使うことが挙げられる。メディア等で博多弁の代表などとしてたびたび表現される「良か」等の形容詞カ語尾や、強調の「〜ばい」「〜たい」は福岡地方の若者世代では廃れている。
「〜たい」に当たる言い回しは特に若者の間では「〜ちゃん」という言い回しで表現されることが多い。
また、筑後方言や熊本方言が無アクセントに分類され、長崎方言が二型式アクセントであるのに対し、博多弁の語アクセントは東京式アクセントの変種である。

## 発音
- 「せ」→「しぇ」、「ぜ」→「じぇ」と発音される。また、共通語を話そうと「せ」「ぜ」と発音することを意識しすぎる[誰?]あまり、「しぇい」「じぇい」は「せい」「ぜい」となることもある。[2]

「先生」→「しぇんしぇー」
「タンジェント」→「タンゼント」
「ジェットコースター」→「ゼットコースター」
- 語中の「わ」は前の音につられて「あ」「ー」のように発音される。

「人は笑われて変わるものだぞ」→「人はわらーれてかーるもんぞ」
- 「だ行」と「ら行」の発音を取り違えることが多い。

「角のうどん屋」→「かろのうろんや」

## アクセント
福岡弁ともに、語アクセントは東京式アクセントの変種（筑前式アクセント）であり、平板型を欠いている。一方、文レベルではこれが崩れることがある。
- 「帰るの?」などの共通語の「の」にあたる「と」がついた動詞のアクセントは尻上がりになる。

「帰ると?」低高高高
「帰りよーと?」低高高高高高
- 動詞の補助の関係がある時、補助の関係にある二つの動詞の最初の音節と最後の音節のみ低くなる

「出てきた」低高高低
「帰ってきた」低高○高高低
- 助詞「の」がついた文節の自立語は尻上がりになる。

「雨のあがった」低高高高高○低
- 動詞で言い切る、または、動詞に過去、完了の「た」がついて言い切る時、最後の音節は必ず下がる。このアクセントは東京式アクセントと関わりが強いので、(東京方言のアクセント) 、(博多弁アクセント) で表すと下記のようになる。
  - 「見る」(高低) (高低)
  - 「きく」(低高) (高低)
  - 「かえる」(高低低) (高低低)
  - 「あるく」(低高低) (低高低)
  - 「さがす」(低高高) (低高低)
  - 「きこえる」(低高高高) (低高高低)

## 文法

### 動詞
上一段活用・下一段活用・サ行変格活用動詞の命令形の活用語尾は、標準語では「ろ」となるのに対して、博多弁では「れ」となる。五段活用化していると言える。
- 「着ろ」→「着れ」
- 「食べろ」→「食べれ」
- 「調べろ」→「調べれ」
- 「準備しろ」→「準備せれ」

上一段活用、下一段活用の動詞の未然形を五段活用の未然形と同様に活用する。
- 「寝ない」→「寝らん」
- 「寝させる」→「寝らせる」
- 「寝よう」→「寝ろう」
- 「寝なければいけない」→「寝らないかん」

カ行変格活用動詞に使役の助動詞「せる」を付ける時
- 「来させる」→「来らせる」

受け身・尊敬・自発・可能の「れる」「られる」を博多弁では「るう」「らるう」と言い、下二段活用する。
「笑われるよ」→「わらーるーばい」
動詞・助動詞の終止形・連体形で「る」が長音に変化することがある。
例
- 知っとる→しっとー
- 雨の (が) 降りよー
- 雪の降るごたる→雪の降るごたー
- 教えてやる→教えちゃー

終止形の語尾が「う」である五段活用動詞の連用形+「て」「た」にウ音便を使う。
例
- かう→こうて
- こう→こうて
- いう→いうて
- わらう→わろうて

### 形容詞
ウ音便
形容詞も動詞と同様に連用形でウ音便を用いる。
- 「寒くなる」→「さむうなる」
- 「偉くなる」→「えろうなる」　

カ語尾
共通語の終止形、連体形の活用語尾「い」を「か」ということがある。語源は平安時代に京都で多用されていた「カリ活用」である。しかし、福岡でカ語尾は「よか」を除くとあまり聞かれず、「よか」以外の形容詞にカ語尾を付ける時は詠嘆を表すことが多い。
- 「いい、いい」→「よか、よか」
- 「今日も暑いねえ」→「今日も暑かねえ」

しかし、若い人の間では、標準語の影響で「か」の代わりに「い」を使うことが多い

### 助詞、語尾の変化など

#### 格助詞
さい (さ)
動作の対象を表す。
「天神に買い物に行ってくるね」→「天神さい (天神さ) 買いもんに行ってくるね」
「ご主人に、その言葉を言いなさい」→「ご主人さい (ご主人さ) 、その言葉ば言いんしゃい」
ば
目的語を表す。(「をば」の略)
「もっと腰入れて綱を引け」→「もっと腰入れて網ば引け」

#### 接続助詞
けん
「〜から」(順接)
「お前が遅れるから、連絡できなかったんだ」→「お前が遅れるけん、連絡されんやったったい」
「やけん」…「や」+「けん」
「っちゃけん」…「と」+「じゃ」+「けん」
ばってん
「〜けれども」(逆接・単純接続)。語源は「ば」+「とて」+「も」。
例
(逆接)「炭坑は閉山されたが、建物は残っているよ」→「炭坑は閉山されたばってん、建物は残っとうよ」
(単純接続)「よく探してみたんだけど、その書類は見つからなかったよ」→「よー探してみたとばってん、その書類は見つからんやったばい」20代では「と+や+けれども」で「〜っちゃけど」という形もよく見られる。
っちゃけど、のに、ものを
「〜んだけど」
20代では「と+や+けれど」で「〜っちゃけど」という形もよく見られる。
「よく探してみたんだけど、その書類は見つからなかったよ」→「よく探してみたっちゃけど、その書類は見つからんやったよ。」
とに
「〜のに」「ものを」(逆接)
「普通、子が親の言うことを聞くのに、あいつの家じゃ、親が子供の言うことを聞いてるらしいぞ」→「普通、子が親の言うことば聞くとに、あいつんがたじゃ、親が子供の言うことばききようげなぞ」
たっちゃ
「〜ても」「〜たって」（逆接の仮定・既定条件）
「こんな重いものを持てと言ったって持てないだろうよ。」→「こげな重かもんば持てって言うたっちゃ持ちきらんめえもん。」

#### 終助詞
「〜ばい」「〜たい」「〜っちゃん」「〜とって (「とたい」の訛か) 」などはあまり強く発音されない。
と
末尾につけて疑問文にする。
例
「知っているの?」→「知っとーと?」
「取っているの?」→「とっとーと?」
ばい
終助詞「は」が転じたものとされ、断定や詠嘆のニュアンスがある。
例「俺は男だよ。そんなこと言われなくても分かるさ」→「俺は男ばい。そげなこと言われんでも（言われんでん）分かるくさ」
例「今日、水泳の授業をするんですか?」「ないよ。雨の降るのはいいんだけど、雷が鳴っているから…」→「今日、水泳の授業ばするとですか?」「なかばい。雨の降るたーよかとばってん、雷の鳴りようけんが…」
たい
状態の存続、作業の完了などのニュアンスがある。古語「たり」の転という説も。
例「花火を見ているんだ」→「花火ば見よーったい」
っちゃん
例「それ持っているんだよね」→「それ持っとーっちゃんね」
って
例「天気予報で明日は雨が降るって言っていたよ」→「天気予報で明日は雨の降るって言いよったばい」
20代以降、驚くべきことが起きたことを報告する文脈で「〜しよったとって。」という形が見られるようになった。
例「昨日キャンプに来たばっかりだけど、明日大雨が降るから今日帰るって先生が言ってたんだ。」→「昨日キャンプに来たばっかりやけど、明日大雨が降るけん今日帰るって先生がいいよったとって。」
くさ
例
「あのさ、願い事があるんだけど、聞いてくれない?」→「あのくさ、願い事のあるとばってん、聞いちゃらん?」
「私のこと大事に思ってる？」「当たり前さ。」→「私のこと大事に思っとう？」「当たり前くさ。」
ぞ
例「俺が作ったんだぞ!」→「俺が作ったとぞ!」「俺が作ったっつぉ。」
っつぇ
例「俺が作ったんだぜ!」→「俺が作ったっつぇ!」
もん
例「そんなこと言ったって仕方ないだろうよ。」→「そげなこと言うたっちゃしょんなかろうもん。」
や
疑問、確認、反語
例
- 「いいか?」→「よかや?」
- 「早く帰らないか!」→「早よ帰らんや!」
- 「どうするのか!」→「どうするとや!」
- 「探しもんはこれか?」→「探しもんなこれや?」
- 「何をしているのか?」→「なんばしようとや?」

やー
詠嘆
推量の助動詞の直後につくことが多い。
例
- 「あいつは寂しがってんだろうなー」→「あいつぁ寂しがっとうっちゃろうやー」
- 「もう良いだろうなー」→「もう良かろうやー」

ナ行文末詞「な」
例
- 「あれだね。」→「あれやな。」
- 「先輩も来るよね。」→「先輩も来るよな。」
- 「この教室は寒いね。」→「この教室は寒かな。」
- 「あの先生の授業は、みんな静かだね。」→「あの先生の授業は、みんな静かかな。」  博多弁では、疑問を表すため、語尾表現で多くの場合、準体助詞から派生し疑問を表す

「と」を伴い、「な？」や「ね？」を付することで疑問を表すことがある。多くの場合、準体助詞から派生し疑問を表す「の」に同じく疑問を表す「か」が付いているという点では、標準語の「か」と博多弁の「な？」や「ね？」の使用実態は似ている。「なんばしよるとね？」を「なんばしよるとか？」と比較すると、後者の方が行動を制約するニュアンスが強く、時に偉そうに思われる言い回しである。
例
- 「あれ何？」→「あら何な？」
- 「何してんの？」→「なんばしようとね？」
- 「字を書いてくれないか？」→「字ば書いちゃらんね？」

### 助動詞
きる
{五段活用} (動詞の連用形に接続)
自らにそれをする能力があることを表す。
例
- 「お前、泳げないのか?」「いや、危ないから泳がないだけだ」→「お前、泳ぎきらんとや?」「いんにゃ、危なかけん泳がんだけたい」
- 「俺、英語を書けるよ」「俺、英語ば書ききぃばい」

るー、らるー
{下二段活用} (動詞の未然形に接続)
自らの能力に拘わらず、天候、法的拘束力、人間関係における力などで禁止されないからすることが出来ることを表す。
例
- 「貴様、いつまでも中学生でいられるとでも思うなよ」→「きさん、いつまんでん中学生でおらるーとでん思うなよ」

んめえ
打消推量
動詞や助動詞の未然形に接続
例「今日はもう、としちゃんは来ないだろうなー」→「今日はもう、としちゃんは来んめえやー」
んずく
打消結果
動詞の未然形に接続
例「としちゃんは今日はとうとう来なかったね」→「としちゃんは今日はとうとう来んずやったね」
んく
20代以降の若年層で比況を表すため、用いられる。以前に比べて「〜しなく（なる）」)
例「最近は人がこんくなりよるってよ。」
んやった
打消過去
動詞・助動詞の未然形に接続
例
- 「見なかった」→「見らんやった」
- 「しなかった」→「せんやった」

やい
軽い命令
動詞の連用形に接続。尊敬の助動詞「やる」が、命令形のみ残ったもの。
例「ちょっとあそこを見て」→「ちいとあすこば見やい」
てんやい、でんやい
軽い命令
動詞の連用形に接続。接続助詞「て」＋動詞「見る」の連用形「見」＋助動詞「やる」の命令形「やれ」が転化したもの。「やい」の部分が省略され、「てん」の部分だけが語尾に現れることがある。
「ほら、ここに手を突っ込んでみて」→「ほら、ここに手ば突っ込んでんやい」
ない
少し丁寧な命令
動詞の連用形に接続。語源は「なさい」の転化したもの。
例「騙されたと思って、食いなさい」→「騙されたと思うて、食いない」
てんない
少し丁寧な命令
動詞の連用形に接続。接続助詞「て（で）」＋「なさい」がつづまり、転化したもの。「ない」の部分が省略され、語尾に「てん」だけが現れることもある。
例「騙されたと思って、食ってみなさい」→「騙されたと思って、食うてんない」
てんしゃい、でんしゃい
丁寧な命令
動詞の連用形に接続。接続助詞「て（で）」＋「見なさい」がつづまったものである。
例「ちょっと来てみなさい」→「ちいと来てんしゃい」
ちゃる、じゃる
接続助詞「て（で）」に補助動詞「やる」が接続したもの。口蓋音化し「ちゃる」「じゃる」という音に変化する。さらに、終止形、連体形では「る」が落ち、全体として「ちゃー」「じゃー」と発音されることがある。
特に福岡平野の方言の特徴は、朝鮮語の주다（チュダ）の用法と同様に、補助動詞の「やる」が「くれる」の意味をも表すため、「やる/くれる」授受動詞の使い分けがなされないことである。
例「漢字がわからないんだけど、ちょっと書いてくれなさい。（書いてくれないか？）」「いいよ。」→「漢字の分からんとばってん、ちと書いちゃんない。（書いちゃらん？）」「よかばい」
げな
伝聞、伝言、伝達
例「明日は雨が降るそうだから、傘を持っていかないと（いけない）よ」→「明日は雨の降るげなけん、傘ば持って行っとかな（いかん）よ」
ごたー (る)
推定、婉曲な断定、比況、希望
助動詞「ごと」＋「ある」の転訛で、転訛していない「ごとある」の用法も北九州弁などで見られる。
例
推定「留め具が壊れているみたいだね」→「留め具がぱげとうごたーね」
婉曲な断定 「今日はパソコンの調子が悪いみたいだね」→「今日はパソコンの調子の悪かごたーね」
比況 「8月みたいな暑さだねえ」→「8月のごたーあつさやねえ」
希望 「120歳までは生きたいな」→「120歳までは生きようごたーな」
ごと
比況、様態、例示
比況の助動詞「ごとし」の活用語尾が省略されたもの。
例
「馬鹿みたいに、ピーピー家で笛を吹くな」→「馬鹿んごと、ピーピー家で笛ば吹くな」
「最近は人が来ないようになっているみたいだよ。」→「最近は人のこんごとなりよるごたるばい。」

## 語彙

### 名詞
- 「おいしゃん」…伯父さん・叔父さん・小父さん。苗字、または地名を冠して「佐藤のおいしゃん」「中洲のおいしゃん」などと呼ぶ。
- 「がと」…〜の分。例えば「300円分買って来なさい」は「300円がと買うて来んしゃい」となる。
- 「かったりこうたい」…交互に。交代交替。[2]
- 「かべちょろ」…ヤモリ。
- 「きさん」…貴様。
- 「ど (ん) べ」…最下位。
- 「こす」…こすいこと。
- 「せこ」…せこいこと。
- 「ちかちか」…チクチク
- 「へこ」…ふんどし。
- 「てぬぐい」…手拭。
- 「ごりょんさん」…主婦。もともと西日本の商家の「（若）奥さん」を意味する「御寮様」を語源とする。また、博多弁自体がこの「ごりょんさん」から広まった。
- 「さん・のー・がー・はい」…掛け声。他の地域では、「いっ・せー・のー・で」等。

### 動詞
- 「あせがる」{ラ行五段} …急ぐ。
- 「いぼる」{ラ行五段活用} …田んぼで足が沈む。
- 「いける」{カ行下二段} …未だ食うことが出来る。
- 「うてあう」…相手にする。関わり合う。
- 「おっせこっせする」{サ行変格活用} …時間に追われてバタバタする。
- 「おろたえる」{ア行下一段活用} …うろたえる。
- 「かく」{カ行五段活用} …（博多どんたくなどの祭りで）山笠を担ぐ。
- 「ぐぜる」{ラ行五段} …駄々をこねる。
- 「くらす」 {サ行五段} …殴る。(「喰らわす」から)
- 「くちのまめらん」{ラ行五段}…呂律が廻らない。
- 「おらぶ」{バ行五段} …叫ぶ。
- 「かたる」{ラ行五段} …仲間に入れる。
- 「からう」{ワ行五段} …背負う。
- 「ちゃげる」{ラ行五段} …壊れる。
- 「きびる」{ラ行五段} … (紐などで) 縛る、束ねる。
- 「こまめる」{マ行下一段} …両替で金銭を細かくする。
- 「こえる」{ア行下一段} …太る。
- 「こぎる」{ラ行五段} …値切る。
- 「こずむ」{マ行五段} …積み上げる。
- 「…ばつんのうて」…と一緒に。
- 「しかぶる」{ラ行五段} …小便を漏らす。
- 「ずんだれる」{ラ行下一段} …だらしない。
- 「ぞろびく」{カ行五段} …引きずる。
- 「たまがる」{ラ行五段} …びっくりする。
- 「たれかぶる」{ラ行五段} …大便を漏らす。
- 「なおす」{サ行五段} …片付ける。仕舞う。
- 「なんかかる」{ラ行五段} …寄り掛かる、もたれる。
- 「ねぶる」{ラ行五段} …舐める。
- 「ねまる」{ラ行五段} …腐る。
- 「のうならかす」{サ行五段} …なくす。
- 「ふとらかす」{サ行五段} …育てる。
- 「へこたれる」{ラ行下二段}…元気がない。
- 「ねぶりかぶる」{ラ行五段} …うとうとする
- 「ぱげる」{ガ行下一段} …壊れる、故障する。
- 「腹かく」{カ行五段} …腹が立つ、苛立つ。
- 「はわく」{カ行五段} …ほうき等で掃く。
- 「ほがす」{サ行五段} …穴を開ける、穿孔する。
- 「ほげる」{ガ行下一段} …穴が開く。
- 「ほとびらかす」{サ行下二段} …ふやかす。
- 「またごす」{サ行五段活用} …またぐ。
- 「まどう」{ワ行五段} …弁償する。
- 「まる」{ラ行五段活用} …排泄する。
- 「もやう」{ワ行五段活用} …共有する。

### 形容詞・形容動詞・副詞・連体詞
- 「あげな」{連体} …あんな。語源は「あ」+「が」+「やうなる」
- 「あげん」{副} …あんなに。あんなふうに。「あんがいな」→「あげな」「あげに」
- 「うんにゃ」…いいや（否定）。
- 「えずい」｛形｝…怖い。恐ろしい。語源は「身の毛がよだつほど恐ろしい」という意味の古語「えずい」と考えられ土佐弁にも取り込まれている。
- 「おおまん」{形動} …適当。気ままで我が儘だ。
- 「からい」{形・ク} …塩辛い。しょっぱい。
- 「きない」{形・ク} …黄色の。鶏卵の黄身は「きなみ」と呼ぶ。「あのきないとは何な?」
- 「こまい」{形・ク} …小さい。細い。
- 「しゃあしい (か) 」(語源は「せわし」)「じゃかしい (か) 」「せからしい (か) 」{形・シク} …うるさい、騒がしい。「そわそわすんな。しゃあしか」[共通語訳]「そわそわすんな。気が散る」
- 「しゃばい」{形・ク} …体が細くて、頼りない。
- 「しょんない」{形・ク} …仕方ない。
- 「しかたもない」{形・ク} …1. くだらない。どうでもいい。2. 期待して損する。
- 「ちゃくい」{形・ク} … 横着な、不誠実な、ずるい。「横着な」が短縮されて形容詞になったもの。例えば「あいつちゃくくねぇ?」[共通語訳]「あいつずるくない?」となり、意訳して「あいつむかつく」となる。
- 「ちっこい」…小さい。
- 「つまらん」「つぁーらん」…「駄目だ」。1. 不許可を表す。「食べたら駄目だ」は「食うたらつぁーらん」2. 「くだらない」「面白くない」の意味で用いる。3. 「駄目になる」は「つまらんごとなる」となる。
- 「つまるもんかい」 …「良いはずがない」[共通語訳]「良いわけないだろうが」
- 「いっちゃん」{名} … (副詞的に) 一番。もっとも。「今日学校にいっちゃん早う着いたばい」
- 「いっちょん」{副} … (否定語を伴って) 少しも。全然。「弓道やらいっちょんしきらん」「いっちょん好かん」[共通語訳]「これっぽっちも好きじゃない」「大嫌い」という意味になる。
- 「えずい」{形・ク}怖い。
- 「さっちが」「しゃっちが」{副} … (不快を含めて) 必ず。いちいち。「さっちが明日もこないかんとね?」
- 「すいい」{形・ク} …酸っぱい。
- 「そげな」{連体} … そんな。「そ」+「が」+「やうなる」
- 「そげん」{副} … そんなに。そんなこと。そんなふうに。「そんがいな」→「そげな」
- 「ちかっぱい」{副}　…力一杯の省略形。
- 「ちかっぱ」{副}　…ちかっぱいの省略形。
- 「どげな」{連体} … どんな。
- 「どげん」{副} … どんなに。どう。どんなふうに。
- 「なし」「なして」{副} …なぜ、どうして。
- 「なんやかや」{副} …あれこれ (言う) 。
- 「ばり」{副}　…とても。凄く。
- 「ぱき」{副}　…「ばり」を強めた言い方。「ちかっぱ激」の省略形。
- 「ふとい」{形・ク} …大きい。太い。
- 「やわい」{形・ク} …柔らかい。「やおうする」
- 「いたらん」{連体} …余計な。多くは「いたらんこと (するな / 言うな/せんといてよ) 」の形で使用される。
- 「なんかなし」{副} …とにかく。「なんかなし、電子辞書ば使わんで紙の辞書ば使うて見れ」
- 「ふてえがってえ」{感動} 驚いた時に発する。[2]
- 「よしれん」{連体} …得体の知れない。つまらない。「よしれんものば〜」[2]